# Ái vật
Ái vật hay còn gọi là loạn dục đồ vật hay ái vật tình dục (tiếng Anh: Sexual fetishism) là những tên gọi để chỉ các mối quan tâm tình dục trên những đối tượng không phải là quan hệ giữa cơ quan sinh dục của người với người. Những mối quan tâm này có thể coi như công cụ hỗ trợ để đạt cảm hứng tình dục hoặc có thể trở thành rối loạn tâm thần nếu nó gây ra những đau khổ tâm lý đáng kể cho người mắc hoặc tác động có hại vào các lĩnh vực quan trọng trong đời sống của họ. Kích thích tình dục có được từ một phần cơ thể đặc biệt có thể được phân loại kỹ hơn ở tôn sùng bộ phận.

## Định nghĩa
Ban đầu, hầu hết các nguồn tin y tế định nghĩa ái vật như một sự quan tâm tình dục với các đối tượng phi sinh vật, một bộ phận trên cơ thể người hoặc chất dịch cơ thể. Vào năm 1980 sau một nghiên cứu - DSM-III, Hiệp hội Tâm thần học Mỹ đã loại trừ bộ phận cơ thể người ra khỏi đối tượng tình dục của người mắc theo tiêu chuẩn chẩn đoán của họ. Trong DSM-IV (1994), nó vẫn được coi là một phần riêng biệt của lệch lạc tình dục như trong DSM-III. Gần đây trong một phiên bản mới sửa đổi của DSM (DSM-5) ra đời năm 2013 lại sáp nhập các bộ phận cơ thể người vào đối tượng tình dục của người mắc hội chứng ái vật và gọi đó là tôn sùng bộ phận.

## Phân tích
Ái vật có thể chia làm nhiều loại, cả nam và nữ đều có thể mắc phải tuy nhiên nam chiếm nhiều hơn. Thay vì đam mê quan hệ tình dục với người khác phái, hoặc cùng phái (trường hợp người đồng tính luyến ái) thì họ lại si mê những vật khiến họ có cảm giác kích thích chẳng hạn như: giày, vớ, găng tay và hay gặp là quần lót.

## Quan điểm cho nguyên nhân
Theo Alfred Bine, ái vật tình dục xuất phát từ những cá nhân dễ bị tổn thương vào thời thơ ấu và đã trải qua những kinh nghiệm tình cảm mãnh liệt với các đối tượng tình dục nên dẫn đến hiện tượng này. Richard von Krafft-Ebing và Havelock Ellis cũng tin rằng ái vật xuất phát từ kinh nghiệm kết hợp, nhưng không cho đó là điều tất yếu. Nhà tình dục học, ông Magnus Hirschfeld cho rằng sức hấp dẫn tình dục không bao giờ bắt nguồn từ một cá nhân đơn lẻ, nhưng luôn luôn là sản phẩm của sự tương tác của các tính năng cá nhân. Ông nói rằng hầu như ai cũng có mối quan tâm đặc biệt nào đó nên đã lựa chọn một loại bái vật lành mạnh. Ngày nay, lý thuyết của Hirschfeld vẫn thường được nhắc đến trong bối cảnh của hành vi cụ thể như phụ nữ sẽ làm nổi bật bộ phận cơ thể bằng quần áo hoặc phụ kiện và nam giới sẽ phản ứng với chúng. Sigmund Freud tin rằng ái vật tình dục ở nam giới bắt nguồn từ sự sợ hãi vô thức từ bộ phận sinh dục của người mẹ, từ nỗi sợ bị thiến, từ sự tưởng tượng ra hình ảnh người mẹ cắt đứt dương vật của một người đàn ông. Năm 1951, Donald Winnicott trình bày lý thuyết của ông về đối tượng chuyển tiếp và các hiện tượng, theo đó hành động trẻ con như mút ngón tay và các đồ vật như đồ chơi dễ thương là nguồn gốc của hành vi dành cho người lớn. Đó là sự chuyển tiếp hình thành hành vi ái vật tình dục.

## Các loại
Khi xem xét 48 trường hợp ái vật lâm sàng, các đối tượng tình dục của họ bao gồm quần áo (58,3%), cao su và các mặt hàng cao su (22,9%), giày dép (14,6%), các bộ phận cơ thể (14,6%), da (10,4%), và các vật liệu mềm hay vải (6,3%). Một nghiên cứu năm 2007 được các thành viên trong nhóm thảo luận trên Internet với từ "fetish" với chủ đề về các bộ phận trên cơ thể thì cho kết quả 47% thuộc về nhóm ái vật chân (foot fetishism), 9% về dịch cơ thể, 9% về kích thước cơ thể, 7% về tóc (hair fetish), và 5% về cơ bắp (muscle worship). Nhóm ít phổ biến tập trung vào rốn (navel fetishism), chân, lông trên cơ thể, miệng, và móng tay, trong số những thứ khác. Kết quả của nhóm các đối tượng về trang phục, kết quả thu được có 33% tỉ lệ thuộc về nhóm thích những bộ quần áo mặc trên chân hoặc mông (như vớ hoặc váy), 32% về giày dép (shoe fetishism), 12% về quần lót (underwear fetishism), và 9% về toàn bộ cơ thể như áo khoác. Nhóm đối tượng ít phổ biến tập trung vào mũ nón, ống nghe, wristwear, và tã lót (diaper fetishism).

## Nguyên nhân

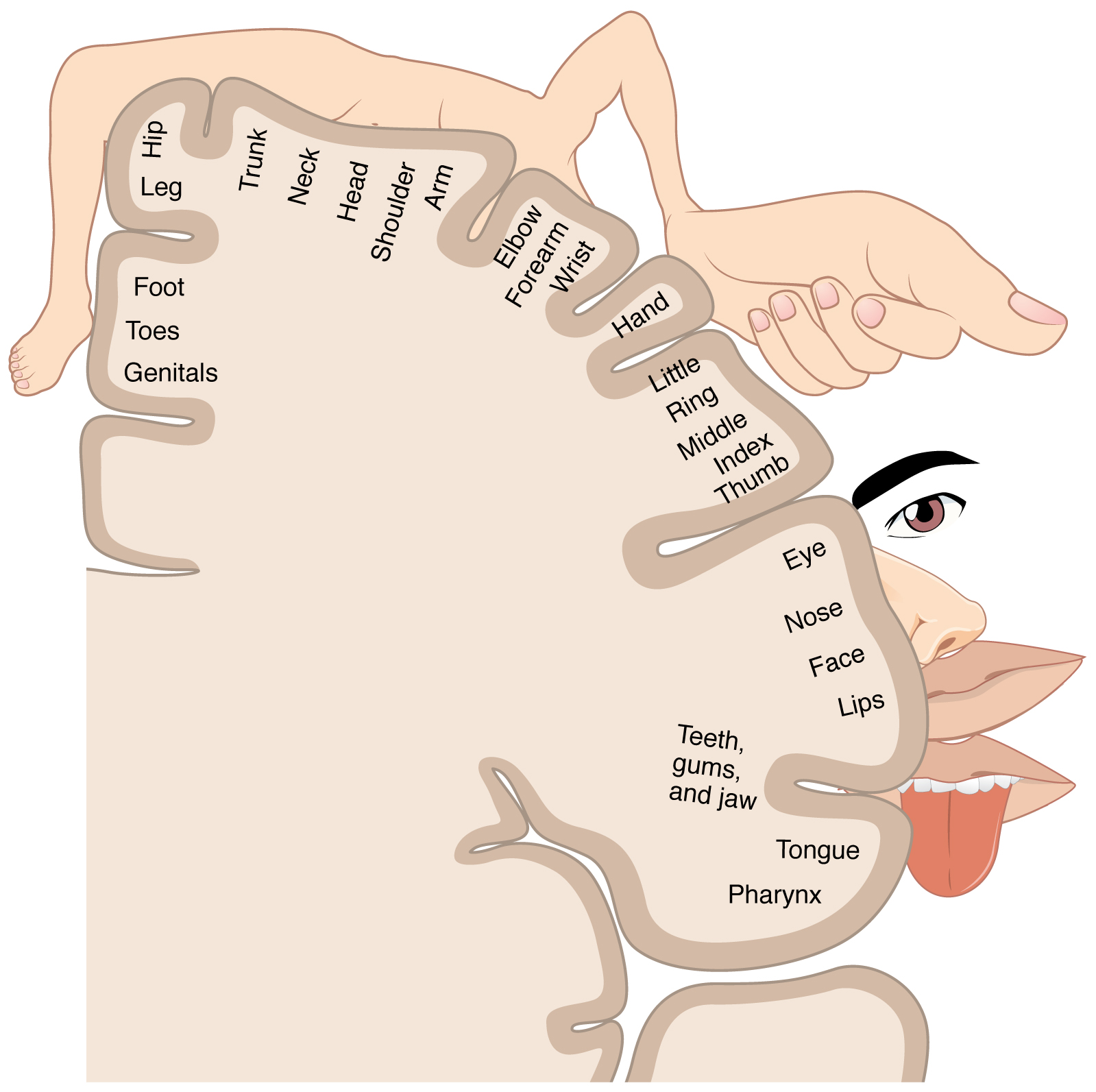
Các vùng cảm giác cho đôi chân bộ phận sinh dục nằm bên cạnh nhau, như thể hiện trong vỏ não.

Ái vật thường trở nên rõ ràng trong tuổi dậy thì, và có thể phát triển trước đó. Một số giải thích đó là phản xạ có điều kiện. Theo John Bancroft, khó mà giải thích được nguyên nhân của ái vật tình dục, bởi vì nó không dẫn đến ái vật cho hầu hết mọi người. Ông cho rằng điều kết hợp với một số yếu tố khác, chẳng hạn như sự bất thường trong quá trình học tình dục. Các lý thuyết về ấn tượng tình dục đề xuất rằng con người học cách nhận ra các tính năng và các hoạt động mong muốn trong quan hệ tình dục trong thời thơ ấu. Ái vật tình dục có thể xảy ra khi một đứa trẻ được hiểu không chính xác hay có khái niệm quá hẹp về một đối tượng quan hệ tình dục. Sự khác biệt về thần kinh có thể đóng một vai trò trong một số trường hợp. Vilayanur S. Ramachandran quan sát thấy rằng việc xử lý khu vực cảm giác đầu vào từ bàn chân nằm ngay bên cạnh khu vực kích thích bộ phận sinh dục và đề nghị một liên kết ngẫu nhiên giữa các khu vực này có thể giải thích sự phổ biến của bái vật chân. Giải thích được đưa ra cho sự hiếm có cho người mắc là nữ vì hầu hết hình ảnh đồ vật là hình ảnh trong tự nhiên và nam giới được cho là nhạy cảm hơn tình dục để kích thích thị giác.

## Tỉ lệ
Tỷ lệ cho người mắc hội chứng này chỉ được xác định một cách tương đối và số người mắc là nam thì nhiều hơn nữ. Trong một nghiên cứu năm 2011, khoảng 30% nam giới báo cáo tưởng tượng ái vật tình dục, và 24,5% đã tham gia vào hành vi tình dục với đồ vật.Trong số những tưởng tượng của báo cáo, 45% cho rằng các kích thích đã được khơi dậy mạnh mẽ. Trong một nghiên cứu khác vào năm 2014, khoảng 26,3% phụ nữ và 27,8% nam giới thừa nhận bất kỳ ảo tưởng về quan hệ tình dục với một vật yêu thích hoặc đối tượng phi tình dục. Một phân tích nội dung của những tưởng tượng ái vật phát hiện ra rằng 14% của những tưởng tượng ái vật là bàn chân, và 4,7% tập trung vào một phần cụ thể nào đó không phải bàn chân. Một nghiên cứu khác cũng cho thấy rằng 28% nam giới và 11% phụ nữ cho biết rằng có kích thích tình dục với các đồ vật (bao gồm cả chân, vải, và các đối tượng "như giày, găng tay, hoặc đồ chơi sang trọng").
ÁI vật đến mức nó trở thành một rối loạn tâm thần là khá hiếm với ít hơn 1% bệnh nhân tâm thần được khảo sát cho đây là vấn đề của họ và bệnh chỉ được xác định nếu thỏa mãn hai điều kiện sau:
- Trong khoảng thời gian ít nhất là 6 tháng bệnh nhân thường xuyên tưởng tượng khơi dậy tình dục, có ham muốn tình dục hay những hành vi liên quan đến việc sử dụng đồ vật để thỏa mãn tình dục với một cường độ cao.
- Những tưởng tượng đó gây ra đau khổ tâm lý nghiêm trọng hay làm cản trở các mối quan hệ trong xã hội, nghề nghiệp của bệnh nhân.

Những trường hợp không hội đủ hai điều kiện trên thì được xem là không mắc bệnh và sẽ tự khỏi trong vòng thời gian 5 năm.

## Chẩn đoán
Các thống kê - ICD-10 định nghĩa ái vật như một sự phụ thuộc vào đối tượng phi sinh vật cho việc kích thích tình dục và sự hài lòng. Nó chỉ được coi là một chứng rối loạn hoạt động khi gây ra đau khổ hay ảnh hưởng đến quan hệ tình dục bình thường.
Theo nghiên cứu DSM-5, ái vật là kích thích tình dục từ các đối tượng phi sinh vật hoặc các bộ phận không phải cơ quan tình dục. Để được chẩn đoán là rối loạn tâm thần từ hội chứng này, các kích thích phải kéo dài ít nhất là sáu tháng và gây ra đau khổ tâm lý xã hội có ý nghĩa hoặc suy giảm trong lĩnh vực quan trọng của cuộc sống của họ. Trong DSM-IV, ham muốn tình dục ở các bộ phận cơ thể được phân biệt từ ái vật dưới tên partialism (chẩn đoán là lệch lạc tình dục NOS), nhưng nó đã được sáp nhập với rối loạn tình dục đồ vật cho DSM-5.
Các dự án ReviseF65 đã vận động cho việc chẩn đoán ICD được bãi bỏ hoàn toàn để tránh sự kỳ thị đối với người mắc hội chứng này.
Nhà tình dục học Odd Reiersol lập luận rằng hội chứng này thường gây ra sự xấu hổ và điều đó làm khủng hoảng tâm lý cho người mắc. Theo ông, trong trường hợp cá nhân không kiểm soát được hành vi gây hại, thay vào đó họ được chẩn đoán với một cá tính có hại hoặc rối loạn kiểm soát xung.

## Điều trị
Theo Tổ chức Y tế Thế giới (WHO), ái vật là một tưởng tượng phổ biến và chỉ nên được coi là một rối loạn khi nó làm suy giảm chức năng hoạt động bình thường hoặc gây ra đau khổ.
Mục tiêu của điều trị là để loại bỏ các hoạt động tội phạm, giảm sự phụ thuộc vào các đồ vật để thỏa mãn tình dục, nâng cao kỹ năng quan hệ, hoặc cố gắng để loại bỏ hoàn toàn kích thích lệch lạc này. Các bằng chứng cho hiệu quả điều trị còn hạn chế và vẫn đang được nghiên cứu. Hiện không có nghiên cứu về điều trị cho trường hợp là nữ.
Liệu pháp hành vi nhận thức là một trong những phương pháp phổ biến. Trị liệu hành vi nhận thức dạy cho người mắc cách thay thế những tưởng tượng có hại này bằng những tưởng tượng có ích khác. Điều trị ác cảm: liệu pháp này có thể làm giảm kích thích tình dục trong ngắn hạn, nhưng dường như không có tác dụng vĩnh viễn. Antiandrogen và các chất ức chế serotonin có chọn lọc tái hấp thu (SSRIs) có thể được quy định để giảm ham muốn tình dục. Cyproterone acetate là antiandrogen phổ biến nhất được sử dụng. Các chất này làm giảm tình dục tưởng tượng nói chung. Các tác dụng phụ có thể bao gồm loãng xương, rối loạn chức năng gan, và gây nữ tính hóa. Các nghiên cứu đã cho thấy rằng việc dùng antiandrogen acetate medroxyprogesterone sẽ thành công trong việc làm giảm ham muốn tình dục, nhưng có thể có tác dụng phụ như loãng xương, tiểu đường, huyết khối tĩnh mạch sâu, nữ tính hóa, và tăng cân. Một số bệnh viện sử dụng leuprolide acetate và goserelin acetate để làm giảm ham muốn tình dục, và trong khi hiện nay có rất ít bằng chứng cho hiệu quả của họ, việc dùng nó gây ra ít tác dụng phụ hơn antiandrogens khác. Một số nghiên cứu hỗ trợ việc sử dụng các thuốc SSRI, mà có thể thích hợp antiandrogens thì tác dụng phụ sẽ tương đối lành tính.
Việc tư vấn các mối quan hệ có thể dùng để giảm sự phụ thuộc vào các đồ vật và cải thiện khả năng tình dục đúng nghĩa bằng việc sử dụng các kỹ thuật như cảm giác tập trung. Người mắc có thể vẫn tiếp tục hành vi này nhưng trong một giới hạn có thể kiểm soát được, hoặc dành chỉ những ngày nhất định để thực hiện hành vi này. Nếu việc cương dương mà không thể thiếu các đồ vật yêu thích, các bác sĩ chuyên khoa có thể khuyên người mắc thay đổi vùng nhạy cảm bí mật để tăng khoái cảm để kích thích diễn ra bình thường (mặc dù các cơ sở bằng chứng cho các kỹ thuật còn yếu).

## Các động vật khác

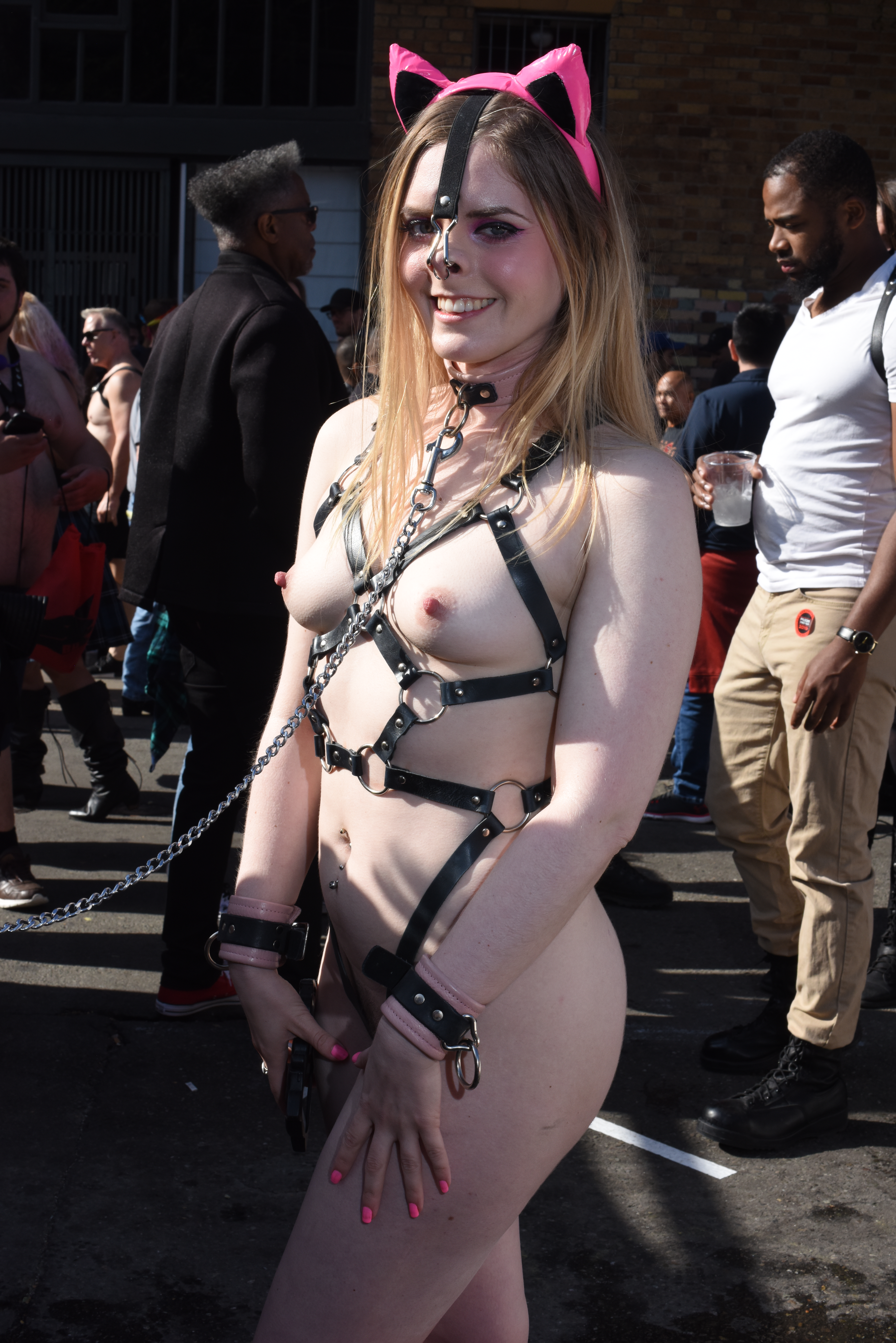
Một phụ nữ hóa trang thành mèo

Ái vật đã được so sánh với phản xạ có điều kiện của phản ứng tình dục ở động vật khác. Hấp dẫn tình dục với những tín hiệu nhất định có thể được giả tạo gây ra trong chuột. Cả chuột đực và chuột cái sẽ phát triển một sở thích tình dục trung lập hoặc thậm chí thay đổi đối tác tình dục nếu đối tác đó có những mùi hương được kết hợp với kinh nghiệm tình dục sớm của chúng. Việc tiêm morphine hoặc oxytocin vào một con chuột đực trong quá trình tiếp xúc đầu tiên của nó với chuột cái cũng sẽ có mùi thơm có tác dụng tương tự. Chuột cũng sẽ phát triển sở thích tình dục cho kinh nghiệm tình dục đầu tiên của chúng, và có thể dẫn đến hiện tượng tăng hưng phấn như quan hệ với một con chuột cái nhưng thực ra đó chỉ là một con cá đồ chơi bằng nhựa. Mối quan hệ tình dục tương tự cũng đã được chứng minh trong loài khỉ đuôi sóc và chim cút Nhật Bản.
Có thể các kích thích ái vật đã được báo cáo trong hai loài linh trưởng khác nhau từ cùng sở thú. Bất cứ khi nào một kích thích đầu tiên thu được với một chú tinh tinh thông thường sinh ra trong điều kiện nuôi nhốt là nó sẽ luôn nhìn chằm chằm vào bộ phận sinh dục bằng cách chạm vào nó, trở nên cương cứng rồi bắt đầu chà dương vật của mình để chống lại sự cương cứng đó rồi cuối cùng là xuất tinh. Thứ hai, một con khỉ đầu chó sẽ trở nên cương cứng trong khi cọ xát và ngửi chân của mình, nhưng không phải thủ dâm hay chạm vào chân và dương vật của mình.

## Các bệnh lệch lạc tình dục tương tự
- Lệch lạc tình dục
- Bạo dâm
- Khổ dâm
- Ái lão
- Ái nhi
- Ái tượng
- Ái phạm nhân
- Ái tử thi
- Rối loạn tâm thần